# Пет Герріті
Патрік Джозеф Герріті (англ. Patrick Joseph Garrity, нар. 23 серпня 1976, Лас-Вегас, Невада, США) — американський професіональний баскетболіст, що грав на позиції важкого форварда за декілька команд НБА. Згодом — помічний Генерального менеджера «Детройт Пістонс».

## Ігрова кар'єра
На університетському рівні грав за команду Нотр-Дейм (1994–1998). Визнавався найкращим баскетболістом конференції Big East та включався до другої збірної NCAA.
1998 року був обраний у першому раунді драфту НБА під загальним 19-м номером командою «Мілвокі Бакс». Проте в ніч драфту «Бакс» обміняли права на нього та Дірка Новіцкі до «Далласа» на Роберта Трейлора. «Даллас» в свою чергу обміняв Герріті, Мартіна Мююрсеппа, Баббу Веллса та права на драфт-пік першого раунду до «Фінікса» на Стіва Неша. Захищав кольори команди з Фінікса протягом одного сезону.
Другою і останньою ж командою в кар'єрі гравця стала «Орландо Меджик», до складу якої він приєднався 1999 року і за яку відіграв 9 сезонів. Перейшов разом з Денні Меннінгом та правами на два драфт-піки в обмін на Пенні Гардевея.

## Статистика виступів в НБА

### Регулярний сезон
| Сезон             | Команда           | GP  | GS  | MPG  | FG%  | 3P%  | FT%  | RPG | APG | SPG | BPG | PPG  |
| ----------------- | ----------------- | --- | --- | ---- | ---- | ---- | ---- | --- | --- | --- | --- | ---- |
| 1998–1999         | «Фінікс Санз»     | 39  | 9   | 13.8 | .500 | .389 | .714 | 1.9 | .5  | .2  | .1  | 5.6  |
| 1999–2000         | «Орландо Меджик»  | 82  | 1   | 18.0 | .441 | .401 | .721 | 2.6 | .7  | .4  | .2  | 8.2  |
| 2000–2001         | «Орландо Меджик»  | 76  | 1   | 20.8 | .387 | .433 | .867 | 2.8 | .7  | .5  | .2  | 8.3  |
| 2001–2002         | «Орландо Меджик»  | 80  | 43  | 30.1 | .426 | .427 | .836 | 4.2 | 1.2 | .8  | .3  | 11.1 |
| 2002–2003         | «Орландо Меджик»  | 81  | 53  | 31.9 | .419 | .396 | .830 | 3.8 | 1.5 | .8  | .2  | 10.7 |
| 2003–2004         | «Орландо Меджик»  | 2   | 0   | 11.0 | .333 | .000 | .000 | .0  | .5  | .0  | .0  | 1.0  |
| 2004–2005         | «Орландо Меджик»  | 71  | 0   | 13.5 | .402 | .333 | .879 | 1.7 | .4  | .3  | .1  | 4.6  |
| 2005–2006         | «Орландо Меджик»  | 57  | 0   | 16.5 | .417 | .388 | .811 | 1.9 | .7  | .2  | .2  | 4.9  |
| 2006–2007         | «Орландо Меджик»  | 33  | 0   | 8.4  | .314 | .344 | .889 | 1.3 | .4  | .2  | .0  | 2.2  |
| 2007–2008         | «Орландо Меджик»  | 31  | 0   | 9.2  | .338 | .216 | .800 | 1.4 | .4  | .2  | .0  | 2.1  |
| Усього за кар'єру | Усього за кар'єру | 552 | 107 | 20.0 | .417 | .398 | .806 | 2.6 | .8  | .4  | .1  | 7.3  |

### Плей-оф
| Сезон             | Команда           | GP | GS | MPG  | FG%  | 3P%   | FT%   | RPG | APG | SPG | BPG | PPG  |
| ----------------- | ----------------- | -- | -- | ---- | ---- | ----- | ----- | --- | --- | --- | --- | ---- |
| 1998–1999         | «Фінікс Санз»     | 3  | 0  | 17.3 | .529 | 1.000 | 1.000 | 3.0 | .3  | .3  | .3  | 9.0  |
| 2000–2001         | «Орландо Меджик»  | 4  | 0  | 29.3 | .472 | .500  | .800  | 1.3 | .5  | .0  | .2  | 12.0 |
| 2001–2002         | «Орландо Меджик»  | 4  | 4  | 36.8 | .375 | .389  | .750  | 7.5 | 2.3 | .5  | .2  | 8.5  |
| 2002–2003         | «Орландо Меджик»  | 7  | 1  | 23.3 | .286 | .235  | 1.000 | 2.6 | .7  | .3  | .4  | 4.0  |
| 2007–2008         | «Орландо Меджик»  | 2  | 0  | 3.0  | .000 | .000  | .500  | 1.0 | .0  | .0  | .0  | .5   |
| Усього за кар'єру | Усього за кар'єру | 20 | 5  | 24.3 | .393 | .407  | .857  | 3.2 | .9  | .2  | .3  | 6.9  |